# 2022年丹麥歐盟選擇退出權公投
2022年丹麥歐盟選擇退出權公投是指2022年6月1日丹麦举行的一場公投。  ，投票率为65.76%。有66.9%的丹麦公民支持丹麥加入欧盟共同安全和防务政策机制，33.1%投票反对。

## 背景
丹麦拥有自己的獨立防务政策，因此它可以不参与欧盟的军事行动以及军事合作，也可以不向欧盟提供军事支持或物资。2022年俄罗斯入侵乌克兰後，丹麦议会打算放棄自己的獨立防务政策，並且於3月6日決定舉辦一場公投，以決定丹麥是否加入歐盟的共同防務體制，投票訂於6月1日舉行。另外，丹麦還決定自2024年起提高国防开支。

## 投票結果
投票結果為約184萬票贊成，約91萬票反對，以及近4萬廢票，支持率為百分之66，反對率約為百分之33，因此通過議案。

## 備註
1. ↑  由于法罗群岛和格陵兰不属于欧洲联盟，是次投票不会在上述两处举行